# チャコ州
チャコ州（チャコしゅう、Provincia del Chaco）はアルゼンチンの州である。人口は1,142,963人（2022年国勢調査）。州都はレシステンシア。

## 隣接州
- フォルモサ州
- ニェーンブク県
- コリエンテス州
- サンタフェ州
- サンティアゴ・デル・エステロ州
- サルタ州

## 下位行政区画
1. アルミランテ・ブロウン・デパルタメント（英語版）
2. ベルメホ・デパルタメント (チャコ州)（英語版）
3. チャカブーコ・デパルタメント (チャコ州)（英語版）
4. コマンダンテ・フェルナンデス・デパルタメント（英語版）
5. ドセ・デ・オクトゥブレ・デパルタメント（英語版）
6. ドス・デ・アブリル・デパルタメント（英語版）
7. フライ・フスト・サンタ・マリア・デル・オロ・デパルタメント（英語版）
8. ヘネラル・ベルグラーノ・デパルタメント (チャコ州)（英語版）
9. ヘネラル・ドノバン・デパルタメント（英語版）
10. ヘネラル・グエメス・デパルタメント (チャコ州)（英語版）
11. インデペンデンシア・デパルタメント (チャコ州)（英語版）
12. リベルタ・デパルタメント (チャコ州)（英語版）
13. リベルタドール・ヘネラル・サン・マルティン・デパルタメント (チャコ州)（英語版）
14. マイプ・デパルタメント (チャコ州)（英語版）
15. マジョール・ルイス・ホルヘ・フォンターナ・デパルタメント（英語版）
16. ヌエベ・デ・フリオ・デパルタメント (チャコ州)（英語版）
17. オイヒンス・デパルタメント（英語版）
18. プレシデンテ・デ・ラ・プラーサ・デパルタメント（英語版）
19. プリメーロ・デ・マジョ・デパルタメント（英語版）
20. キティリピ・デパルタメント（英語版）
21. サン・フェルナンド・デパルタメント（英語版）
22. サン・ロレンソ・デパルタメント (チャコ州)（英語版）
23. サルヘント・カブラル・デパルタメント（英語版）
24. タペナーガ・デパルタメント（英語版）
25. ビエンティシンコ・デ・マジョ・デパルタメント (チャコ州)（英語版）